# Soccer America
Soccer America è una rivista trimestrale statunitense dedicata al calcio. Fondata nel 1971, si occupa principalmente del campionato statunitense di calcio.